# Dryopteris yoroii
Dryopteris yoroii là một loài thực vật có mạch trong họ Dryopteridaceae. Loài này được Seriz. miêu tả khoa học đầu tiên năm 1971.